# Catmon
Catmon è una municipalità di quinta classe delle Filippine, situata nella Provincia di Cebu, nella Regione del Visayas Centrale.
Catmon è formata da 20 baranggay:
- Agsuwao
- Amancion
- Anapog
- Bactas
- Basak
- Binongkalan
- Bongyas
- Cabungaan
- Cambangkaya
- Can-ibuang
- Catmondaan
- Corazon (Pob.)
- Duyan
- Flores (Pob.)
- Ginabucan
- Macaas
- Panalipan
- San Jose Pob. (Catadman)
- Tabili
- Tinabyonan